# Citadela v Irbílu
Citadela v Irbílu (kurdsky Kela Hewlêrê, arabsky قلعة أربيل, syrsky ܣܘܼܪܝܼܬ݂) je dominantou čtvrtého největšího iráckého města, správního centra stejnojmenného guvernorátu a zároveň také metropole autonomní oblasti Irácký Kurdistán. Irbílská citadela, která je typickým tellem starověkého původu, byla zapsána na seznam Světového dědictví UNESCO v roce 2014.

## Historie
Lokalita, na níž se nachází irbílská citadela, je považována za jedno z nejstarších trvale osídlených míst na světě, ne-li přímo nejstarší. První přímé písemné zmínky o citadele byly nalezeny na hliněných tabulkách ze starověké Ebly (dnešní Tell Mardich v Sýrii) z doby kolem roku 2 300 př. n. l., psaných sumerským klínopisem. Existence osídlení na místě citadely v severoiráckém Irbílu je však podle některých důkazů a písemných pramenů datována již do předsumerských dob, tj. do období kolem roku 5 000 př. n. l. Kromě archeologických nálezů a písemných zpráv starobylost tohoto sídla potvrzuje i kontinuita v jeho názvu (Irbilum, Urbilum, Urbel, Arbail, Arbira, Arbela, Erbil či Arbil). Irbíl je mj. spojován s Arbelou, která byla důležitým politickým a náboženským centrem Asyrské říše.

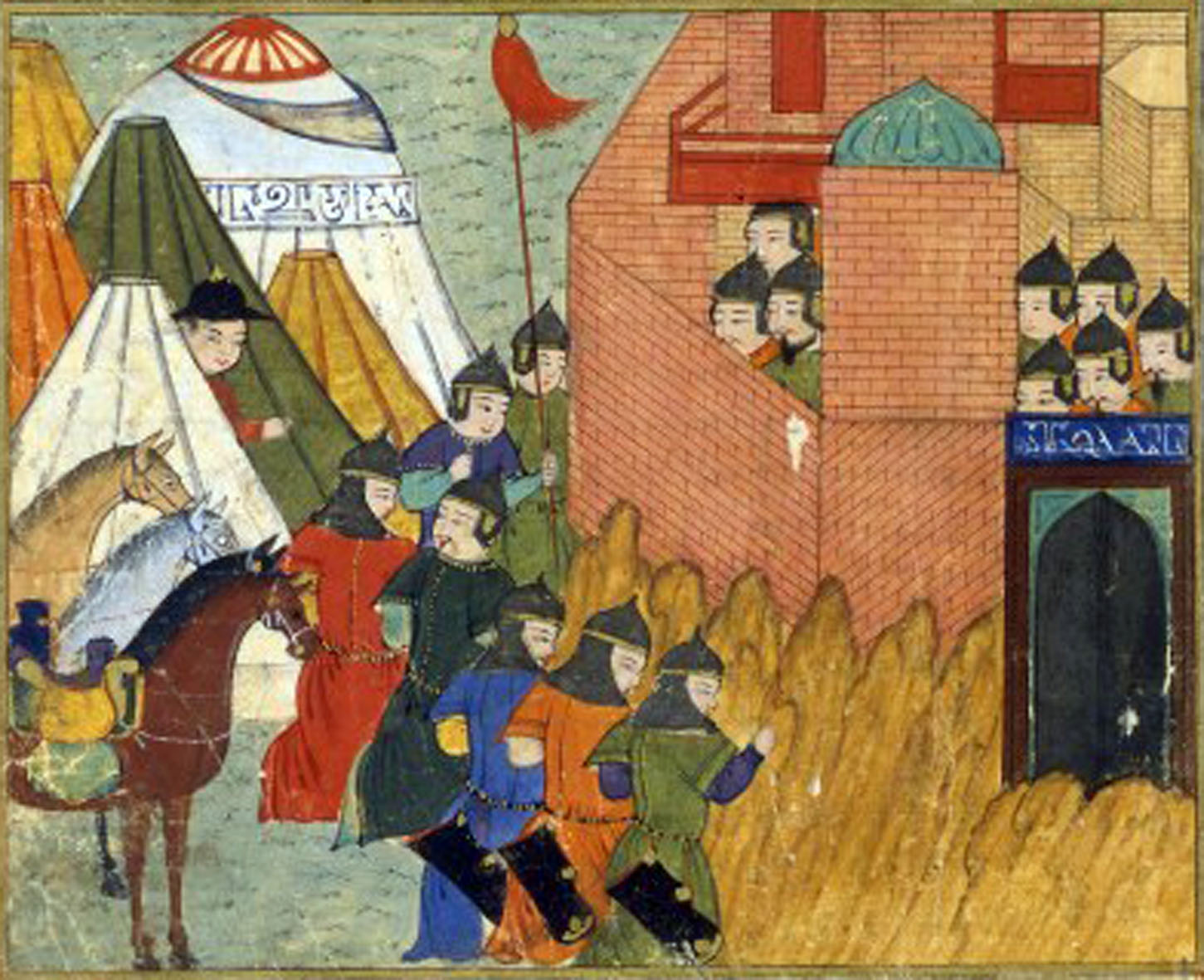
Dobývání citadely Mongoly v roce 1258 (vyobrazení z 15. století)

Na pláních, obklopujících Irbíl, došlo v roce 331 př. n. l. k jedné z nejvýznamnějších bitev světových dějin – k Bitvé u Gaugamél, někdy zvané též Bitva u Arbely, v níž Alexandr Makedonský drtivě porazil perského krále Dareia III.
V dobách, kdy bylo město součástí Sasánovské říše a později Abbásovského chalífátu, býval Irbíl významným střediskem křesťanství. V roce 1258 byla irbílská citadela dobyta mongolskými vojsky a její význam upadl. K úpadku a poničení vnitřní zástavby na území citadely přispěly také stavební zásahy, k nimž zde došlo v průběhu 20. století.
V roce 2007 místní kurdská správa ustavila speciální instituci, nazvanou Komise pro revitalizaci citadely v Irbílu (anglicky High Comission for Erbil Citadel Revitalization, zkráceně HCECR). Tato komise měla za úkol ve spolupráci s UNESCO zajistit náležitou péči o tuto mimořádnou památku. Součástí přijatých opatření bylo vytvoření ochranné zóny kolem citadely, v níž nesmí být postaveny budovy, vyšší než tři poschodí, tj. zhruba 10 metrů, aby byla zajištěna dominantní pozice historického návrší v centru města. V roce 2010 byla citadela zařazena na kandidátní listinu kulturních památek, aspirujících na zápis na seznam Světového dědictví, a v roce 2014 byla na 38. zasedání UNESCO v katarském Dauhá na tento seznam zapsána.

## Popis
Kopec, na němž stojí citadela, je vysoký zhruba 32 metrů. Jedná se o klasický tell, antropogenní, uměle vytvořenou vyvýšeninu, která na tomto místě vyrůstala v průběhu tisíciletí postupným navršením odpadu a materiálu z předchozích, již zaniklých staveb.
Při pohledu z oběžné dráhy Země irbílská citadela svým tvarem a členěním připomíná kolo od vozu. Oválná vyvýšenina má rozměry zhruba 430 × 340 metrů. Zástavba, obehnaná hradbami, později postupně od 19. století přebudovanými na obytné a veřejné budovy, pokrývá plochu 10 hektarů. Citadela bývala rozdělena na tři městské čtvrtě, zvané mahally (arabsky محلة, mähallä). Čtvrtě byly pojmenovány podle jejich obyvatel – Serai, kde žily bohaté a významné rodiny, Takya, kde byli soustředěni dervišové (takyové), a třetí byla řemeslnická čtvrť Topchana. V roce 2018, kdy byl satelitem NASA Landsat 8 pořízen detailní snímek Irbílu, uvnitř citadely stále bydlela jedna rodina, aby nebyla přerušena tradice nejdéle nepřetržitě obydleného sídla na světě. V areálu citadely je také jedna mešita, pojmenovaná po kurdském islámském duchovním Mullovi Effendim (1863 –1942), a několik muzeí.

## Archeologický průzkum
První velký archeologický průzkum v areálu irbílské citadely prováděl v letech 2006 a 2008 tým českých vědců ze Západočeské univerzity v Plzni ve spolupráci s kolegy z místní kurdské Salahaddinovy univerzity. S pomocí leteckých a satelitních snímků byly připraveny podklady pro vytvoření digitálního 3D modelu citadely. V některých částech zástavby byl proveden geofyzikální a archeologický průzkum, včetně vykopávek, za účelem nalezení stop staršího osídlení.
O dva roky později se historií irbílské citadely zabývali vědci z Německého archeologického ústavu (Deutsches Archäologisches Institut), kteří prozkoumali novoasyrskou pohřební komoru, objevenou na úpatí kopce v roce 2009. Nálezy zbytků keramiky z pohřební komory byly datovány do 8. či 7. století př. n. l.

## Galerie

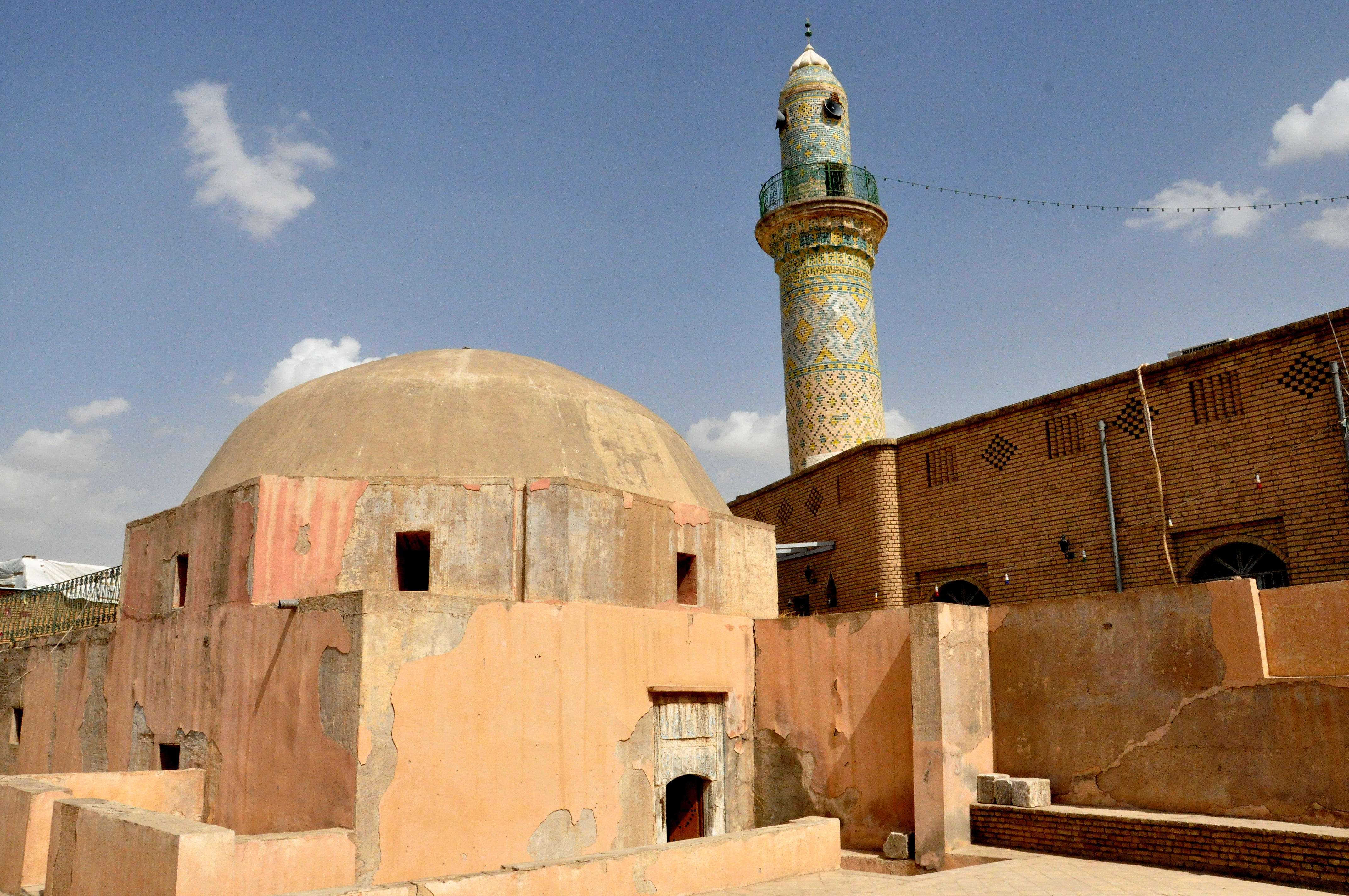
Mešita a hamam uvnitř citadely
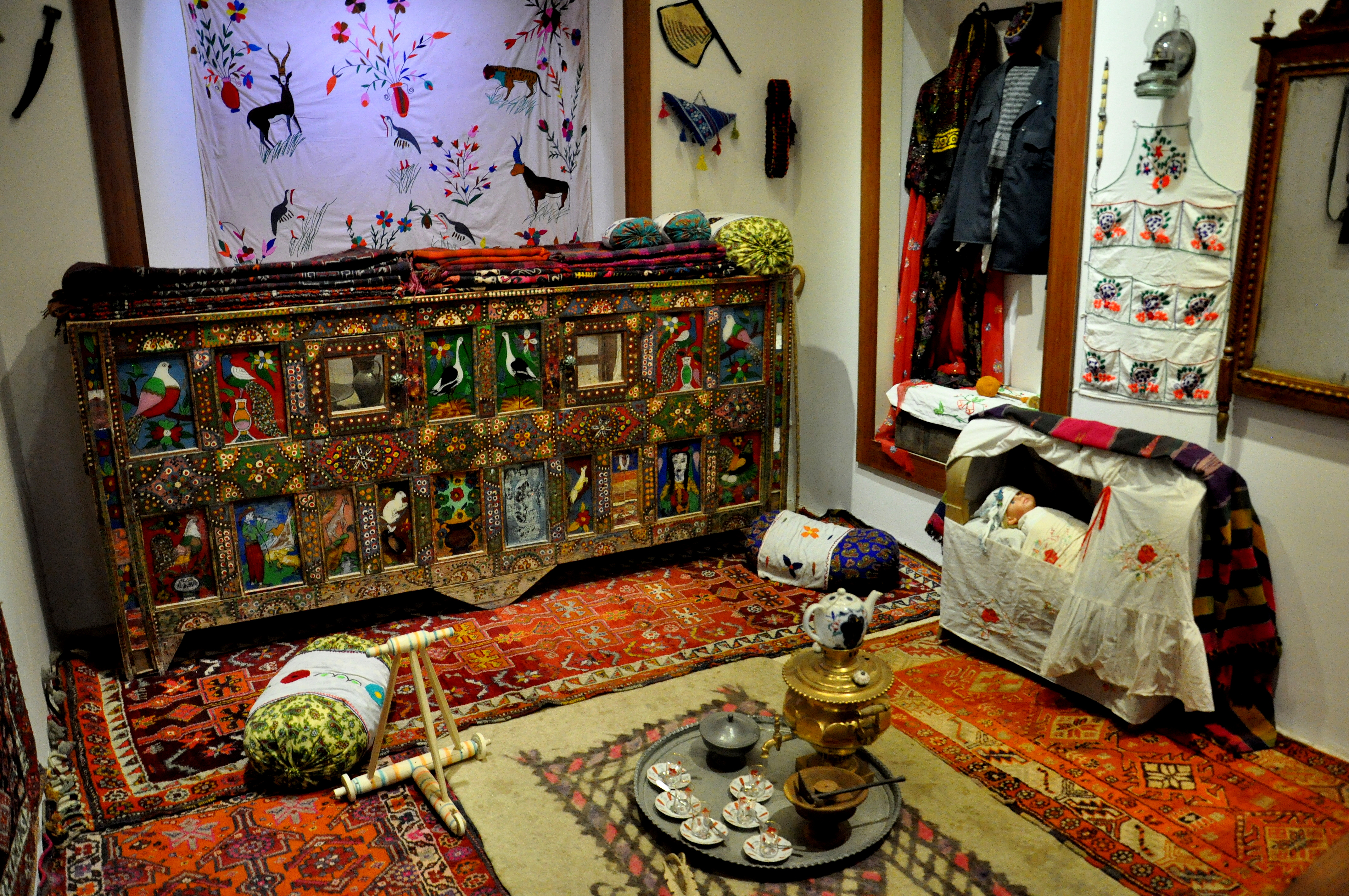
Muzeum kurdské kultury a textilu
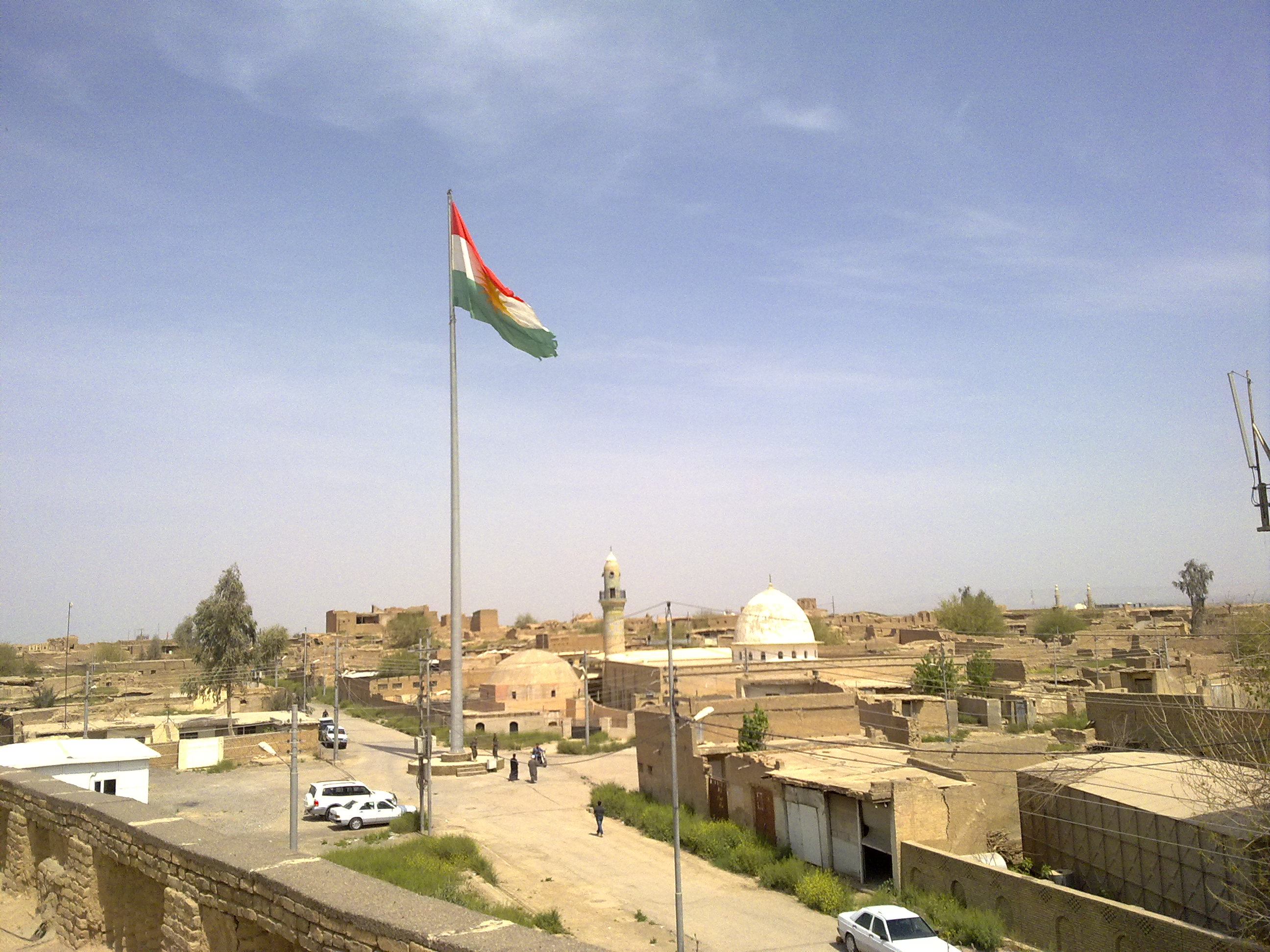
Hlavní ulice v centrální části citadely
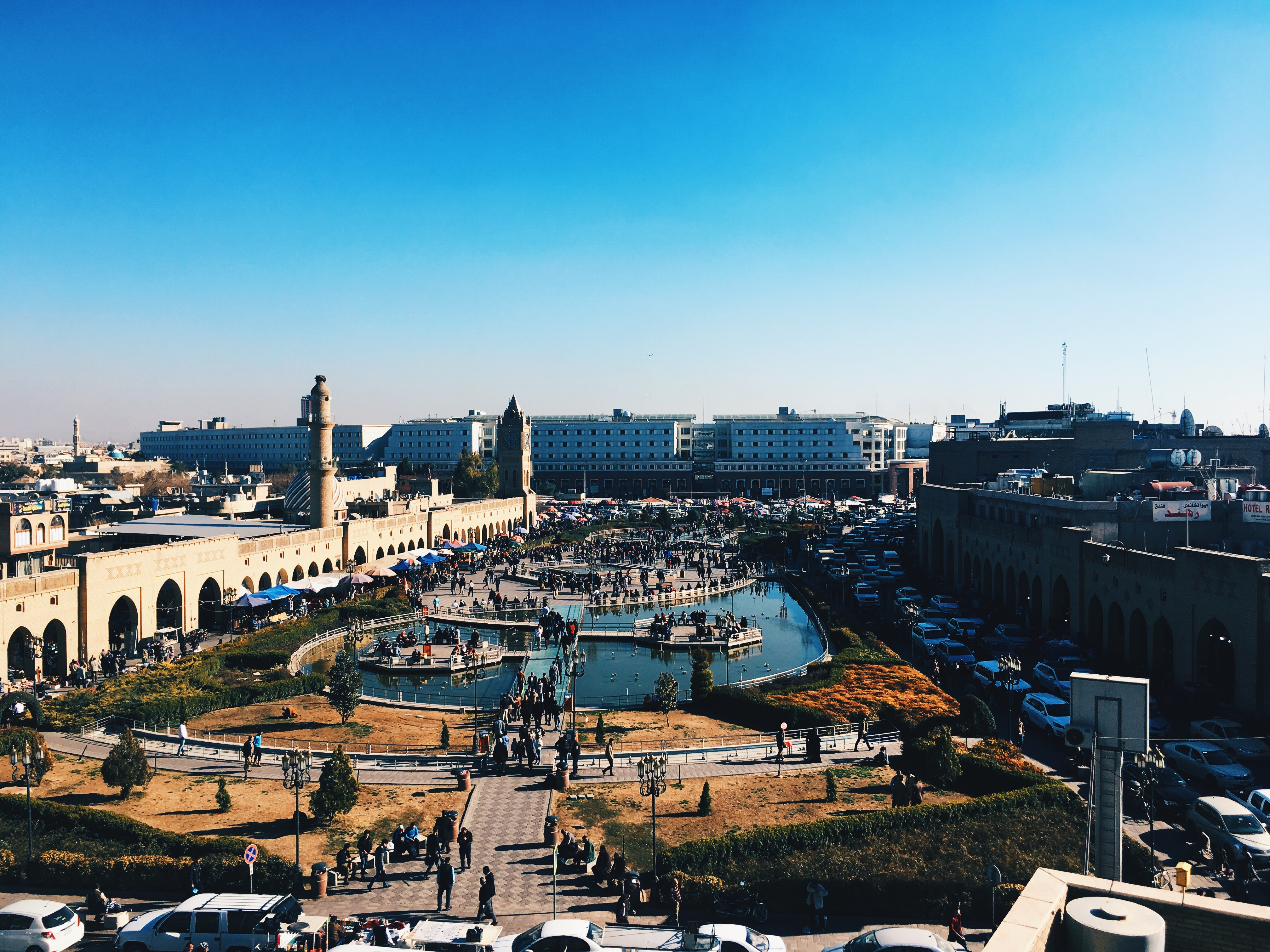
Pohled na město z irbílského tellu
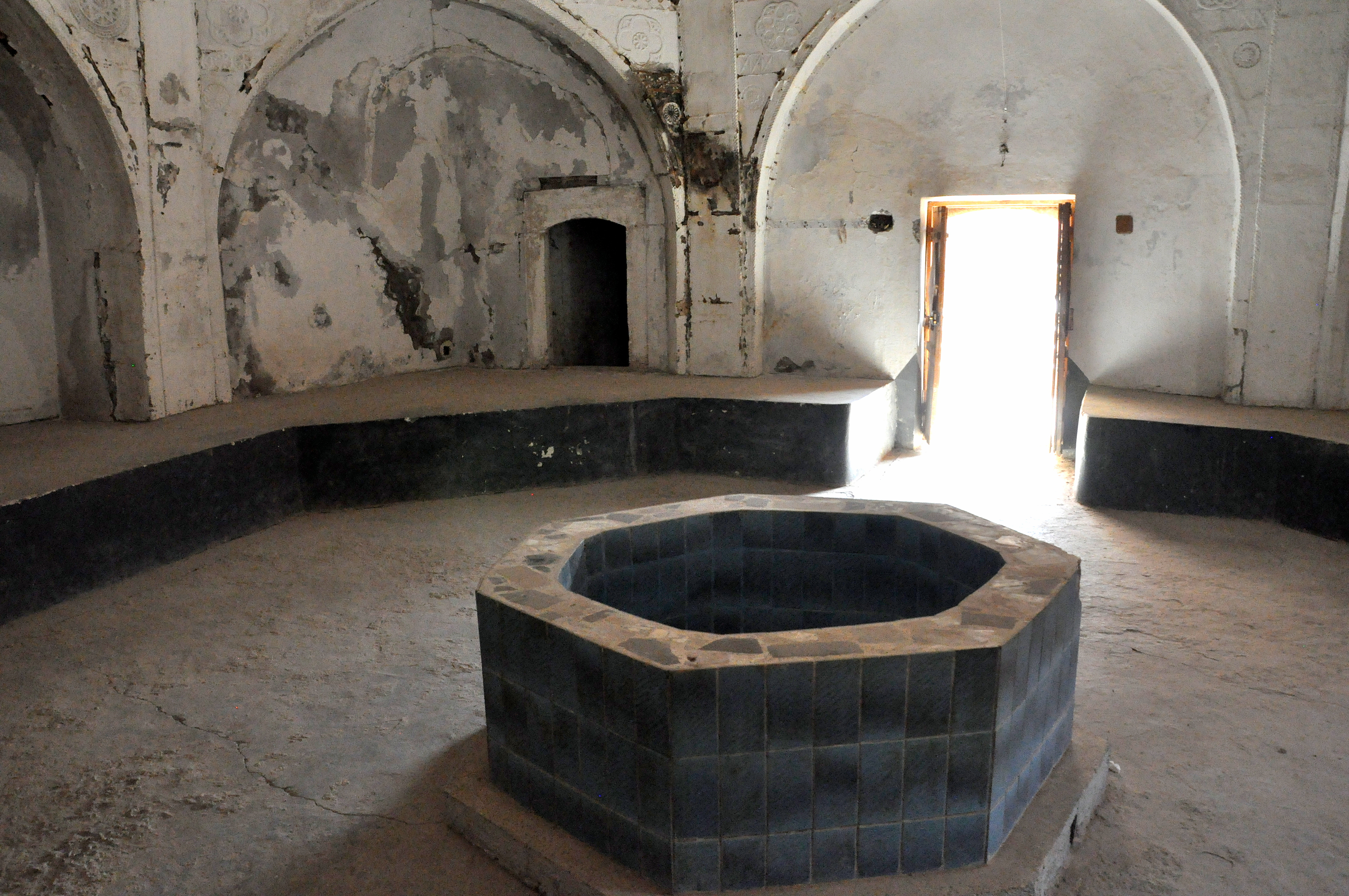
Interiér veřejných lázní
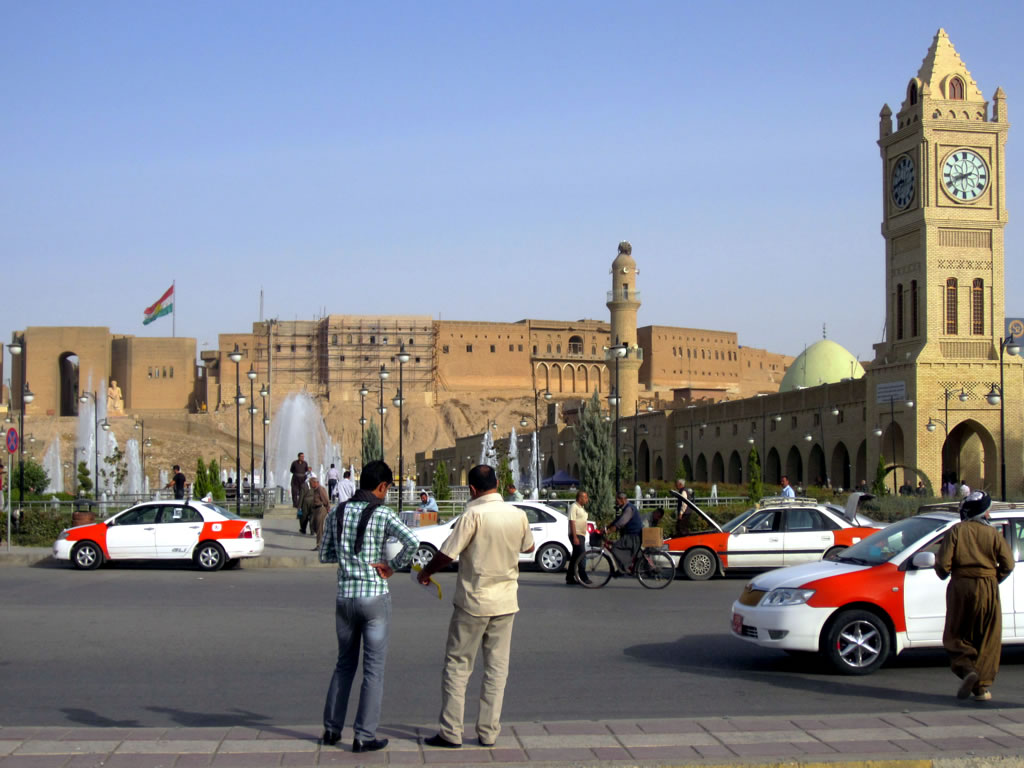
Prostranství pod citadelou